# 雪鐵龍GT

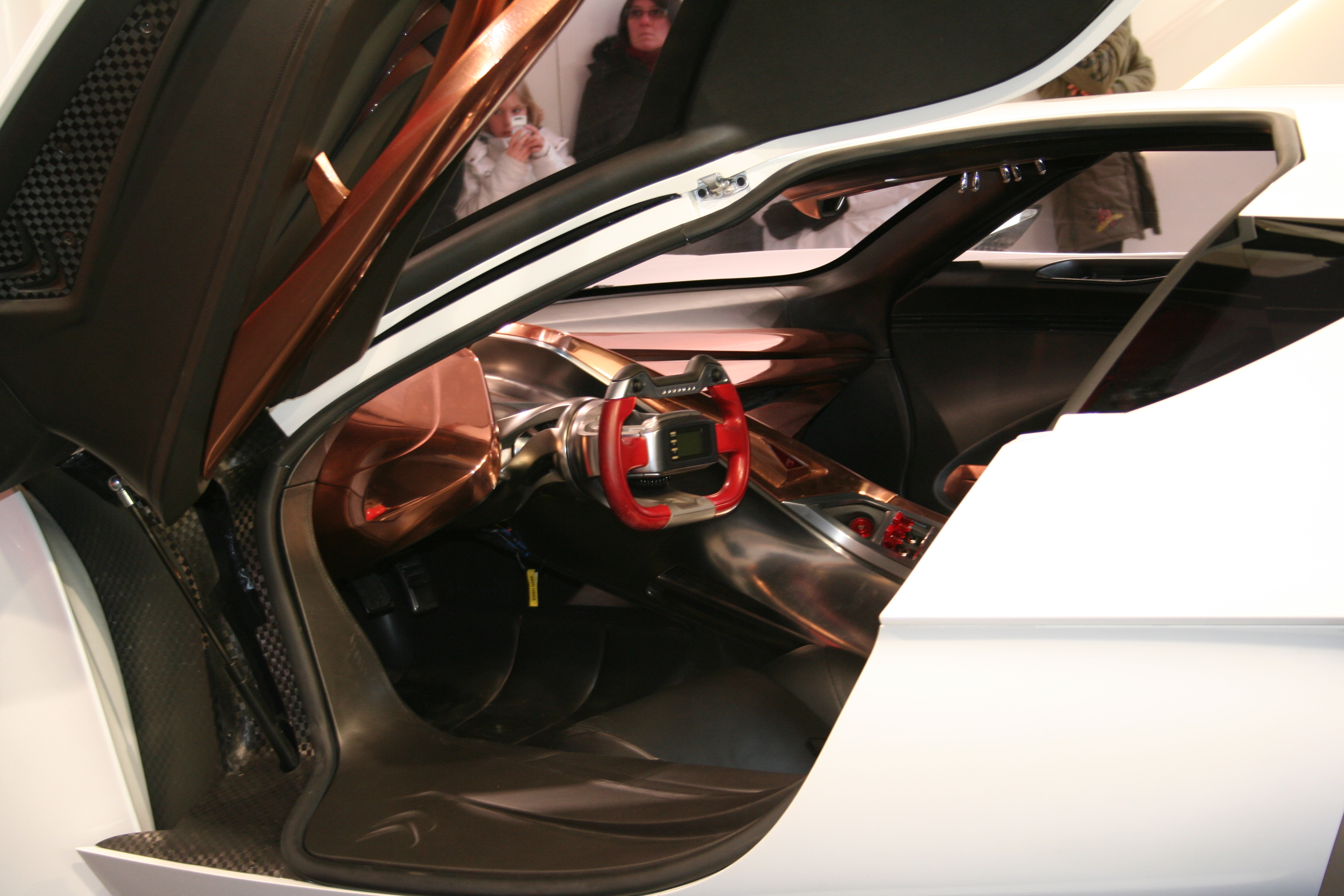
內裝

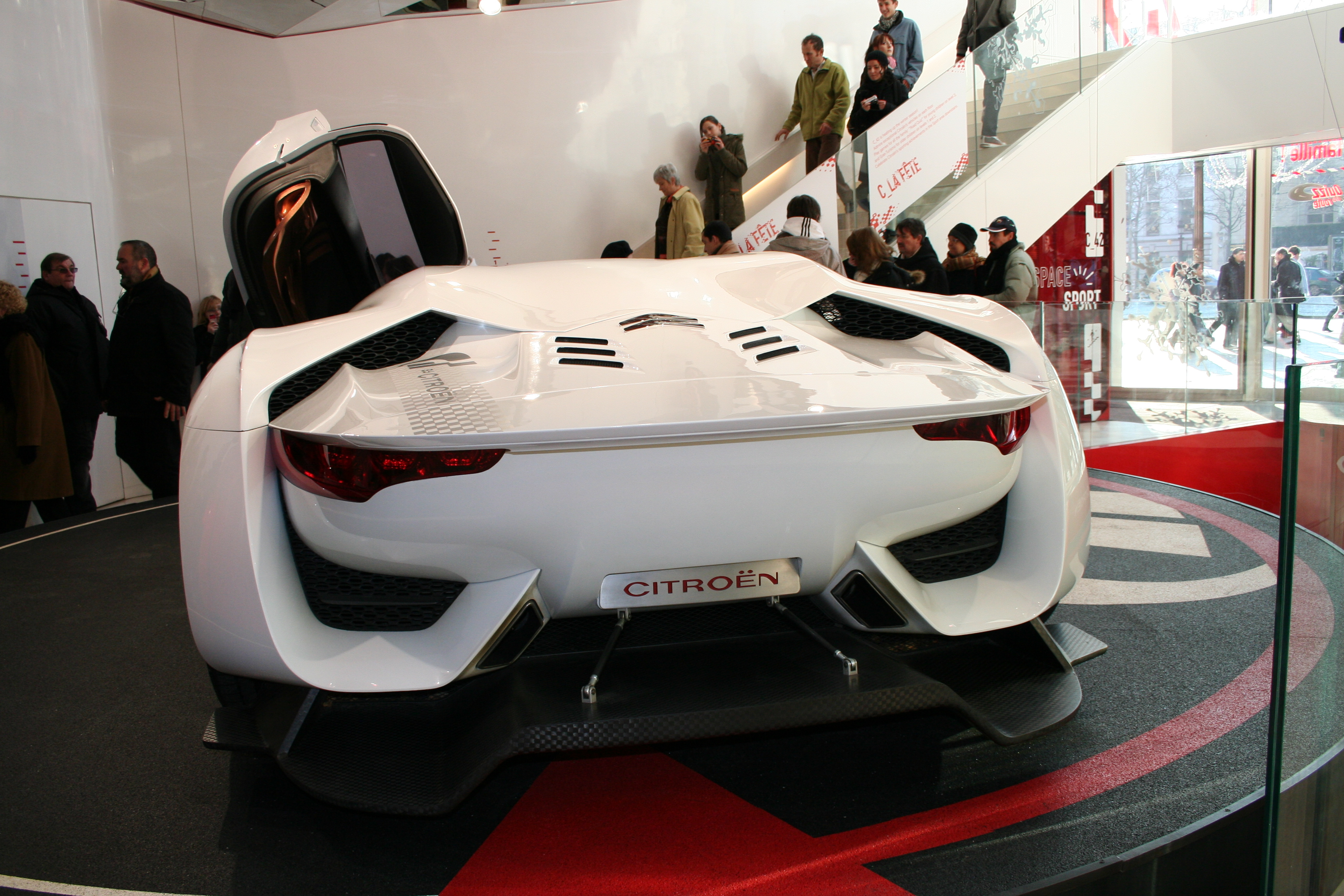
車尾

雪鐵龍GT是一款概念超级跑车，最初作为概念车于2008年10月2日在巴黎车展上亮相。这款车是法国汽车制造商雪铁龙与日本赛车模拟游戏开发商Polyphony Digital的合作成果。原计划生产六辆，建议售价为2,100,000美元；然而，据称由于成本过高，该车的量产计划于2010年被取消。

## 設計
本車所有設計創意來自《跑車浪漫旅5》 這款遊戲並且包含在《跑車浪漫旅5：序章》的內容中（已經賣出 500萬套），全部設計由雪鐵龍和日本遊戲商Polyphony Digital合作完成。
本車外觀設計師為日本人山本卓一，搭配雪鐵龍Jean-Pierre Ploué設計小組完成。山本卓一是山內一典的幼年朋友，山內是Polyphony Digital的遊戲設計總監並主導了跑車浪漫旅系列的開發，他和山本卓一於2003開始合作此一專案。當初在遊戲官方網站上也已經發佈了遊戲業和雪鐵龍異業結合的消息。山本卓一深信Jean-Pierre Ploué小組的能力所以直接去巴黎雪鐵龍總公司提出要求實體化本車輛，並且全車一開始的設計點就是要完全重現遊戲中的車輛。
自從1998年以來Polyphony Digital模擬賽車遊戲已經累計賣出5千萬套 該公司也和相當多一級車廠合作，尤其是2002一月後開始和日產汽車結盟，相當多車交由PD設計外觀和部件：
- Nismo Fairlady Z s-tune (2002)
- Nismo Skyline Coupé (2004)
- Amuse S2000 Street Version (2003)
- Nismo Fairlady Z (2005)
- Opera Performance Carmate Opera Z (2005) 東京車展專用車.
- Amuse S2000 GT1 (2005)外觀全由PD設計
- Formula Nippon 大賽車外觀繪圖(2006)[4][5].

許多改裝零件也都是來自虛擬的遊戲後來才實體化，所以這些車還被稱為"浪跑概念車"。例如Carmate Opera Z的全氣動車身和保險桿'側邊、尾部尾翼，全部都是PD直接設計再交由Opera Performance以350Z RS的空力套件來販賣。最近PD還參加Nissan GT-R R35的多功能儀表版設計 (2007) 以及Amuse GT1 Turbo (2008)的空力套件，本車雪鐵龍GT的設計可以說是PD的能力一大進步，驗證了該遊戲公司確有幾乎全車設計的能力。
本車配備的燃料電池有780bhp馬力，慢速行駛時多餘動力還會轉成電能儲存.，而碳纖維車身更使車重只有1,400 kg。

## 量產
2009/6，雪鐵龍確定量產六輛每輛$210萬美金。 
根據說明該車將不會像遊戲中一樣採用超尖端氫能燃料電池技術，考量科技成熟度後只會用一般燃料電池日後再提供氫能升級選擇。
可是雪鐵龍於2010年7月以此車不能獲利為理由，宣佈取消量產。

## 軼事
曾出現於周杰倫 跨世代專輯中"自導自演"的MV中

## 外部連結
- 快車報報導
- 雪鐵龍GT繞行倫敦

## 相關
- 標緻雪鐵龍集團
- 跑車浪漫旅系列